# Kvon Szonhva (Lost)
Paik Sun-hwa (권선화, született 백선화, Pek Szonhva, nyugaton Sun-Hwa Kwon) egy női szereplő az ABC sorozatában, a Lostban. Yunjin Kim játssza.

## A repülőgép lezuhanása előtt
Sun Paik Dél-Koreában született és nevelkedett. Apja, a gazdag és befolyásos üzletember kemény szigorral nevelte. Amikor kislánykorában eltörte az üveg ballerinát, azt hazudta apjának, hogy a cseléd volt. 
Az egyetem miatt Sunnak nem volt ideje párt találni. Szülei ezért megszerveztek neki egy találkát Jae Lee-vel, aki egy igen jól jövedelmező hotellánc örökese. Sunnak nincs ínyére a dolog, de végül igen megkedveli Jae-t. Azonban beleszeret valaki másba: egy szegény halász fiába, Jinbe. Az érzés kölcsönös.
Sun apja csak azzal a feltétellel egyezik bele lánya és Jin házasságába, ha Jin neki fog dolgozni. Sun nem örül ennek, de Jin beleegyezik. Nem sokkal az eljegyzés után összeházasodnak.   
Jin  munkája egyre több problémát okoz házasságukban. Jin  hosszú órákon át dolgozik, és mikor hazaér, akkor sincs kedve Sunnal beszélgetni. Ennek következtében Sun egyre inkább eltávolodik férjétől, aki időközben erőszakossá is vált. Jin  egy kiskutyával próbálja őt kiengesztelni, de ez nem sokat segít a helyzeten. Egy este, Jin  véres kézzel és inggel tér haza a munkából. Sun megpróbálja kifaggatni őt, hogy mit dolgozik valójában az apjának, de mivel Jin  nem válaszol, Sun pofonvágja őt.  A kezdetben ígéretesnek induló házasság teljesen negatív irányba fordult. A gondokra talán megoldás lenne egy kisbaba, ám Sun sehogy sem akar teherbe esni. Jin  haragszik rá ezért, bizonyára azt gondolja, hogy Sun szándékosan ellenáll a teherbeesésnek. Elmennek dr. Kimhez, aki elmondja, hogy Sunnak sohasem lehet gyermeke. Az orvos később felkeresi Sunt, és bevallja, hogy a rendelőben nem mondott igazat. Valójában Jin  miatt nem lehet gyerekük, de ezt nem merte elmonani Jin  előtt, mert fél Sun apjától.
Sun elhatározza, hogy elhagyja Jint és Amerikába szökik. Angol nyelvleckéket vesz Jae Lee-től, és hamarosan folyékonyan megtanulja a nyelvet, anélkül, hogy Jin bármit is sejtene. De Sun nem csak a nyelvtanulás végett találkozgat Jae-vel. Titkos románcot is folytat vele, míg egy napon Sunn apja rajta nem kapja őket. Nem sokkal ezután, Jae Lee rejtélyes körülmények között meghal.
Jin azt mondja Sunnak, hogy elviszi őt kikapcsolódni Sydney-be és Los Angelesbe, de valójában azért akar elutazni, hogy kézbesítsen néhány Rolex karórát Sun apjának egyik ügyfele számára. Sunn azt tervezi, hogy megszökik a sydney-i repülőtérről, és új életet kezd. Azonban Sun szíve meglágyul, amikor Jin egy orchideát mutat neki a reptéren. Ugyanis az orchidea volt az első Jintő kapott ajándéka, amikor még nem tellett értékesebb dolgokra.

## A szigeten

### Első évad
Dzsin megparancsolja Szonnak, hogy ne álljon szóba a többi túlélővel, és ne engedelmeskedjen nekik, bármit kérjenek is, csakis neki. Ennek ellenére, Szon mindenkihez barátságosan viszonyul és többeknek segítségére siet.
Szon tudása a növények gyógyító hatásairól sokaknak hasznára válik, például Shannonnak, mikor asztmarohama van. Szon létrehoz egy kertet, amibe csupa olyan gyógynövényt ültet, ami a későbbiekben jól jöhet. Amikor Jacknek tűre lenne szüksége, hogy vért adjon Boone-nak, innen tép tüskéket az egyik növényről.
Szon titka – hogy tud angolul – nem maradhat örökké rejtve. Amikor Michael összetűzésbe keveredik Dzsinnel, kénytelen angolul beszélni Michaellel, hogy tisztázza a félreértést. Később Kate is rájön erre, amikor észreveszi, hogy Szon megérti azt, amit mond neki. 
Egy nap Szon bikinit vesz vel, hogy megmártózzon a tengerben. Dzsin észreveszi őt, és  betakarja egy pokróccal, mert túl hivalkodónak találja Szon öltözetét. Michael megpróbálja leállítani Dzsint, de Szon ezt nem akarja, ezért felpofozza Michaelt. Nem sokkal később Michael ütni kezdi Dzsint, mivel azt hiszi, ő a felelős a tutaj meggyújtásáért. Szon a többi túlélő füle hallatára, angolul hagyatja abba ezt Michaellel. Mindenki döbbenten figyeli őt. Dzsin nagyon megharagszik rá. Még aznap, Szon immár felszabadultan lép a tenger vizébe.
Kate tanácsára, aznap, amikor a második tutaj elhagyná a szigetet, Szon enyhe mérget kever Dzsin vizébe, hogy elkábuljon, és ne tudjon elmenni. Terve azonban csődöt mond, ugyanis Michael issza meg a vizet. Szon tettéről Jack is tudomást szerez.
Mielőtt Dzsin elhajózna a szigetről, Szon békülésképpen egy füzetet ad oda neki, amibe feljegyezte a fontosabb angol szavak fonetikus kiejtését, hogy könnyebben tudjon kommunikálni a tutaj többi utasával. Dzsin megbocsát Szonnak. Megkéri őt, hogy maradjon Jack közelében, hogy biztonságban legyen. Ezután Szon hosszú időre búcsút vesz tőle.

### Második évad
Claire megtalálja a túlélők üzeneteit tartalmazó palackot, amit a tutaj utasai elvittek. Shannonnal odaadják Szonnak, aki úgy dönt, elássa azt. Nem veszi észre, hogy miközben eltemette a palackot, a gyűrűje lecsúszott, így azt is eltemette. Csak másnap veszi észre, hogy eltűnt. Jack azzal próbálja őt vígasztalni, hogy annak idején ő is elvesztette. Hugo "Hurley" Reyes szerint meglehet, hogy Vincent lenyelte a gyűrűt, mikor Szon megetette. Végül sikerül ráakadni a gyűrűre, amikor Kate kérésére Szon előássa a palackot. Amikor Dzsin a farokrész túlélőivel visszatér a táborba, Szon és Dzsin teljes mértékben kibékülnek egymással.
Egyszer, miközben Szon a kertjében tevékenykedik, valaki hátulról rátámad, és egy vászonzsákot húz a fejére. Szon csak később tér magához. Elmondja Jacknek és Dzsinnek, hogy nem látta támadóját, így nem sejti, ki lehetett az. Dzsin nem akarja, hogy Szon visszamenjen a kertjébe, de Szon nem akar hallgatni rá. Dzsin dühében tönkreteszi Szon kertjét.
Szon kér egy terhességi tesztet Sawyertől, mert már hosszú ideje „nem jött meg” neki. Kate segít neki megcsinálni a tesztet, amiből kiderül: Szon gyermeket vár. Szon kikéri Jack véleményét a teszteredményt illetően. Jack szerint teljesen biztos, hogy terhes. Időközben Dzsin megbánta Szonnal való viselkedését, és segít neki helyreállítani a kertjét. Szon elmondja neki az örömhírt, és elmondja, hogy valójában nem ő volt az oka annak, hogy nem tudott teherbe esni, hanem Dzsin. Arról azonban nem beszél neki, hogy nem egészen biztos, hogy Dzsin az apa.
Amikor Dzsin felajánlja Sayidnak, hogy elvezeti a vitorlást, Szon úgy dönt, ő is velük tart. A hajón nem érzi túl jól magát; a hányinger is rá tör. Hajózás közben ő is megnézi távcsövön keresztül az óriási szobormaradványt, ami egy négyujjú lábfejet formáz.

### Harmadik évad
A mólónál a „Többiek” megtámadják a vitorlást. Colleen rátalál Sunra, de Sun fegyvert fog rá. Colleen azt mondja neki, hogy rosszul tenné, ha lelőné, mert nem ők az ellenség. Ennek ellenére Sun rálő. Menekülni próbál, de mivel Colleen társai lőnek rá, beleugrik a tengerbe. Jin segítségével sikerül kijutnia a partra.